# Telorchiidae
Famille
Les Telorchiidae forment une famille de trématodes de l'ordre des Plagiorchiida.

## Taxinomie
Cette famille comprend dix genres classés en cinq sous-familles[réf. nécessaire] :
- Allotelorchiinae Goodman, 1988
  - Allotelorchis Goodman, 1988
  - Auritelorchis Stunkard, 1979
- Loefgreniinae Yamaguti, 1958
  - Loefgrenia Travassos, 1920
- Opisthioglyphinae Dollfus, 1949
  - Dolichosaccus Johnson, 1912
  - Opisthioglyphe Looss, 1899
- Orchidasmatinae Dollfus, 1937
  - Orchidasma Looss, 1900
- Telorchiinae Looss, 1899
  - Divitelluses Cai & Li, 1993
  - Oligolecithus Vercammen-Grandjean, 1960
  - Protenes Barker & Covey, 1911
  - Pseudotelorchis Yamaguti, 1971
  - Telorchis Lühe, 1899